# Marchio water resistant
Il marchio water resistant indica che un orologio, secondo lo standard ISO 22810:2010, resiste alla penetrazione dell'acqua.

## Storia
Fino alla creazione dello standard ISO 22810:2010, ogni produttore ne dava una definizione propria. Con l'introduzione dello standard, viene precisato che: "Ogni orologio sul mercato, venduto come water-resistant, deve soddisfare lo standard ISO 22810 - indipendentemente dalla marca", eliminando di fatto la babele delle diverse definizioni dei vari produttori e imponendo loro di usare una sola tabella.
Stabilito negli anni '60 che non sia possibile creare un orologio al 100% a prova d'acqua, in ogni condizione d'utilizzo possibile, il termine inglese waterproof è stato abbandonato dalla FDC (Federal Trade Commission), per passare all'utilizzo del termine water-resistant watch. Lo standard ISO 22810:2010 sostituisce il precedente ISO 2281, del 1990, che aveva delle ambiguità.

## Tipologia di marchi
| Valore di resistenza all'acqua                    | Adeguatezza | Osservazioni |
| ------------------------------------------------- | --- | --- |
| Water Resistant 3 atm, o 30 m                     | Adatto all'uso quotidiano. Resistente a spruzzi e pioggia. | Non adatto all'uso sotto la doccia, nella vasca da bagno, durante il nuoto, lo snorkeling, nei lavori legati all'acqua, alla pesca e alle immersioni.                           |
| Water Resistant 5 atm, o 50 m                     | Adatto all'uso quotidiano e sotto la doccia, nella vasca da bagno, durante il nuoto, lo snorkeling, nei lavori legati all'acqua, alla pesca e alle immersioni. Resistente a spruzzi e pioggia. | Non adatto alle immersioni. |
| Water Resistant 10 atm, o 100 m                   | Adatto alla pratica ricreativa del surf, del nuoto, dello snorkeling, della vela e degli sport acquatici.                                                                                      | Non adatto alle immersioni. |
| Water Resistant 20 atm, o 200 m                   | Adatto alle professioni che si svolgono in mare, agli sport acquatici di superficie più spinti e alle immersioni in apnea.                                                                     | Adatto alle immersioni in apnea. |
| Diver's 100 m                                     | Rispondente almeno allo standard ISO 6425 per l'immersione subacquea alle profondità che non richiedono immersioni in saturazione.                                                             | Gli orologi Diver's 100 m e 150 m sono generalmente più vecchi. |
| Diver's 200 m, o 300 m                            | Adatto all'immersione subacquea alle profondità, ma non alle immersioni in saturazione. | È la classificazione tipica degli odierni orologi da sub. |
| Diver's 300+ m per le immersioni a miscela di gas | Adatto alle immersioni in saturazione (ambienti arricchiti di elio). | Gli orologi progettati per le immersioni in saturazione a miscela di gas riportano il marchio aggiuntivo DIVER'S WATCH xxx M FOR MIXED-GAS DIVING per evidenziarlo chiaramente. |